# Villa Sforzesca (Scansano)
La Villa Sforzesca, nota anche come fattoria di Pomonte, si trova presso la frazione di Pomonte del comune di Scansano.

## Storia
La villa fu fatta costruire da Mario Sforza nel 1577, contemporaneamente alla realizzazione della Villa Sforzesca di Castell'Azzara. Vi è incertezza su chi possa aver realizzato il complesso, ma non è da escludere che anche il progetto per questa residenza possa essere stato elaborato da Giovanni e Domenico Fontana che stavano lavorando alla realizzazione dell'altro complesso sforzesco.
Nel corso del XVII secolo, con la definitiva caduta politica della Contea di Santa Fiora e la sua annessione al Granducato di Toscana, la villa passò ai granduchi che decisero di trasformarla in fattoria, suddividendola in più unità che furono cedute a privati.
Durante il secolo scorso, il complesso fu abbandonato, a vantaggio delle vicine nuove costruzioni, ed è andato incontro ad un inesorabile degrado, in cui versa tuttora.

## Descrizione
La fattoria di Pomonte si presenta come una possente villa in stile tardo rinascimentale, disposta su tre livelli, col portale d'ingresso centrale preceduto da una gradinata e sovrastato da un arco a tutto sesto, sopra il quale è collocato lo stemma gentilizio. Di epoca più moderna sono i rinforzi esterni in cemento armato.
Attualmente, il fabbricato versa in condizioni non buone, necessitando urgenti interventi di restauro.
Presso il complesso, sorgeva anche la cappella di Sant'Antonio Abate, al cui interno era custodita una pala d'altare raffigurante la Madonna col Bambino in gloria e santi, opera di scuola senese del XVII secolo, attualmente conservata nella vicina e moderna chiesa di San Benedetto.